# Magyar lexikon
A Magyar lexikon, alcímén Az összes tudományok encziklopédiája egy mára már elfeledett, 19. század második felében készült, 17 kötetes magyar általános lexikon.

## Története
A Magyar lexikon egyike volt a korai magyar nyelvű lexikonoknak. Habár jelentek meg már előtte is magyar lexikonok (Közhasznú Esmeretek Tára, Ujabb kori ismeretek tára, Ismerettár, Egyetemes magyar encyclopaedia), terjedelmük alatta maradt a Magyar lexikonnak. A nagy új vállalkozás a zsidó származású Somogyi Ede újságíró, törvényszéki tolmács szerkesztésében jelent meg Budapesten 1879 és 1885 között először 160 füzetben, amelyet később 16 kötetbe kötöttek. A 16 kötethez egy 17. kötetet is csatoltak, amely kizárólag képanyagot tartalmazott. A kiadást a 8. kötetig Rautmann Frigyes végezte, a 9–14. köteteket Wilckens és Waidl Kiadóhivatala, a 15. kötetet Gerő Lajos Kiadóhivatala, a 16.-at pedig már a vállalkozást megvásárló Pallas Irodalmi és Nyomdai Rt. A kiadóváltások hátterében anyagi okok álltak. Miután Rautmann csődbe ment, Gerő Lajos 1882-ben megvette a könyvkiadó vállalatát, 1884-ben pedig megalapította a Pallas Irodalmi és Nyomdai Részvénytársaságot. Viszonylag közismert, hogy a Révai Nagy Lexikona a Pallas Nagy Lexikonán alapult, a Pallasról viszont kevéssé köztudomású, hogy a Magyar lexikonra épült.
Az első hét kötet Az összes tudományok encziklopédiája alcímet viselte, a későbbiek Az egyetemes ismeretek encyklopaediáját. Figyelemre méltó, hogy ez volt az első magyar lexikon, amely már címében is lexikon volt, jóllehet az alcímben rögtön ismét felbukkan az enciklopédia kifejezés is.
A sorozathoz külön térképgyűjtemény is készült Képes atlasz a magyar lexikonhoz (Rautmann Frigyes / Wilckens F. C. és fia könyvnyomdája, Budapest) 236 oldal terjedelemben.

## Terjedelem
A mű átlagosan 640 oldalas kötetekben jelent meg. A sorozat teljes terjedelme körülbelül 10 200 nyomtatott oldal. Ezzel a Magyar lexikon egyike a legnagyobb magyar műveknek.

## Kötetdíszítés
A sorozat kis alakú (21 cm × 15 cm), piros színű kötetekben jelent meg, amelyeknek a gerincét aranyozott díszítéssel, illetve aranyozott betűs „Magyar lexikon” felirattal és az egyes kötetek számával látták el.

## Kritikája
A Magyar lexikon nemigen került bele a köztudatba. Ennek oka az lehetett, hogy már az 1890-es években a Pallas Rt. új, rendkívül alapos és részletes lexikont bocsátott ki a magyar közönség számára, amely A Pallas nagy lexikona nevet kapta. Ez utóbbi így értékeli elődjét: a még korábbi magyar lexikonokhoz képest ugyan „arányosabb volt már a Somogyi Edétől szerkesztett és Rautmann Frigyes kiadásában 1879–85 közt tizenhat kötetben megjelent illusztrált Magyar Lexikon, az összes tudományok Enciklopédiája, de munkaerők elégtelensége miatt tartalmilag nem mindenben állt a kor szinvonalán.”
A műről részletes ismertetést a Budapesti Szemle XVII. kötete adott 1878-ban.

## Elérhetősége napjainkban
- A teljes sorozat antikváriusi kínálatban ma már ritkán fordul elő.[5][8] Egyes töredékkötetei alkalmanként felbukkannak a kereskedelmi forgalomban.[9] Értékét mutatja, hogy keresett árverési tétel.[10]
- A mű reprint kiadással még nem rendelkezik. Elektronikus úton azonban – költségtérítéses formában – elérhető, mivel az Arcanum Kft. a közelmúltban digitalizálta. Ingyenesen a II. kötet olvasható a Magyar Nemzeti Digitális Archívum honlapján.

## Kötetbeosztás
| Kötetszám   | Kötetcím                            | Kiadási év | Kiadó                           | Oldalszám | Elektronikus elérhetőség |
| ----------- | ----------------------------------- | ---------- | ------------------------------- | --------- | ------------------------ |
| I. kötet    | A–Asuncion                          | 1879       | Rautmann Frigyes Kiadása        | 576       | Arcanum.hu               |
| II. kötet   | Asuncion–Banko                      | 1879       | Rautmann Frigyes Kiadása        | 631       | Arcanum.hu               |
| III. kötet  | Bankok–Bianchi                      | 1879       | Rautmann Frigyes Kiadása        | 640       | Arcanum.hu               |
| IV. kötet   | Bianchi–Bunkócz                     | 1879       | Rautmann Frigyes Kiadása        | 640       | Arcanum.hu               |
| V. kötet    | Bunsen–Danhauser                    | 1880       | Rautmann Frigyes Kiadása        | 636       | Arcanum.hu               |
| VI. kötet   | Dánia–Encziklopédia                 | 1880       | Rautmann Frigyes Kiadása        | 640       | Arcanum.hu               |
| VII. kötet  | Encziklopédisták–Franczia művészet  | 1880       | Rautmann Frigyes Kiadása        | 636       | Arcanum.hu               |
| VIII. kötet | Franczia nyelv–Haute volée          | 1881       | Rautmann Frigyes Kiadása        | 636       | Arcanum.hu               |
| IX. kötet   | Hautgout–Julianna                   | 1881       | Wilckens és Waidl Kiadóhivatala | 636       | Arcanum.hu               |
| X. kötet    | Julianus–Könyvnyomtatás             | 1882       | Wilckens és Waidl Kiadóhivatala | 636       | Arcanum.hu               |
| XI. kötet   | Könyvornamentika–Magyar Tempe       | 1882       | Wilckens és Waidl Kiadóhivatala | 636       | Arcanum.hu               |
| XII. kötet  | Magyar tengermellék–Nogáll          | 1883       | Wilckens és Waidl Kiadóhivatala | 636       | Arcanum.hu               |
| XIII. kötet | Nogat–Planetarium                   | 1883       | Wilckens és Waidl Kiadóhivatala | 636       | Arcanum.hu               |
| XIV. kötet  | Planetoidok–Sopor                   | 1884       | Wilckens és Waidl Kiadóhivatala | 624       | Arcanum.hu               |
| XV. kötet   | Sopornya–Vezér                      | 1884       | Gerő Lajos Kiadóhivatala        | 636       | Arcanum.hu               |
| XVI. kötet  | Vézére–Zsuzsok / Függelék: A–Zsuvat | 1885       | Pallas Irodalmi és Nyomdai Rt.  | 635       | Arcanum.hu               |
| XVII. kötet | Táblák                              | 1885       | Pallas Irodalmi és Nyomdai Rt.  | 280 tábla | Arcanum.hu               |